# نهر اللوار
نهر اللُّوَار (بالفرنسية: la Loire  تُنطق [اسمع في هذا المتصفح]) نهر رئيسي في فرنسا طوله 1006 كلم ويعد أطول نهر في البلد. منبعه في وسط فرنسا ويصب في المحيط الأطلسي.

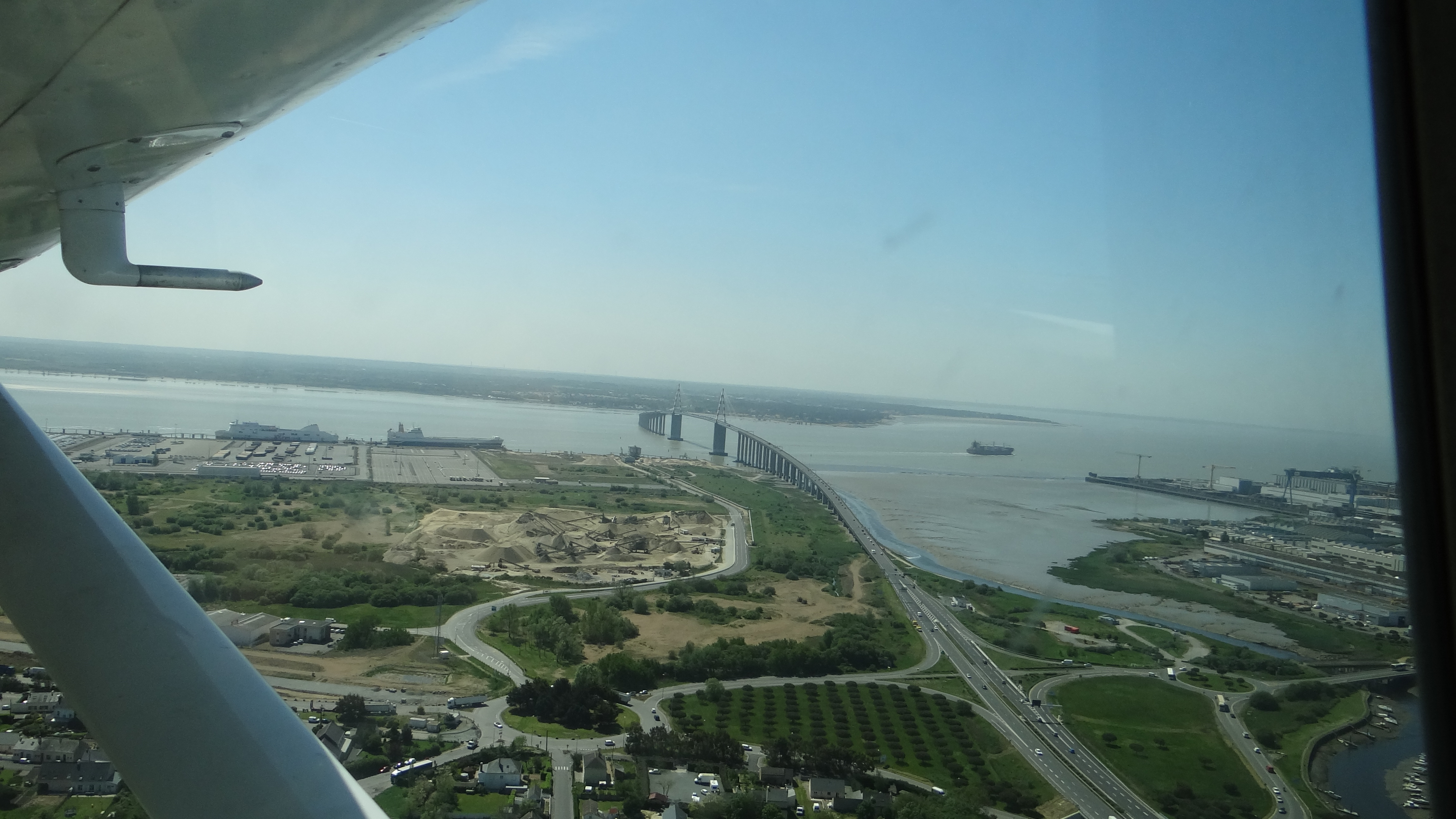
مصب لوار في المحيط الأطلسي

مساره كليا في فرنسا. منبع اللوار في إقليم الأرديش في جنوب شرق جبل لوماسيف سنترال بارتفاع 1408 متر ويصب في خليج غاسكونيا في المحيط الأطلسي في إقليم لوار الأطلسية في منطقة بيي دو لا لوار في غرب فرنسا وتدفقه المتوسط هناك 931 متر مكعب كل ثانية. إنه متجه عموما إلى الشمال أولا، ثم إلى الغرب. حجم مستجمعه المائي هو 117000 كم مربع ويحتل أكثر من خمس الأراضي الفرنسية.

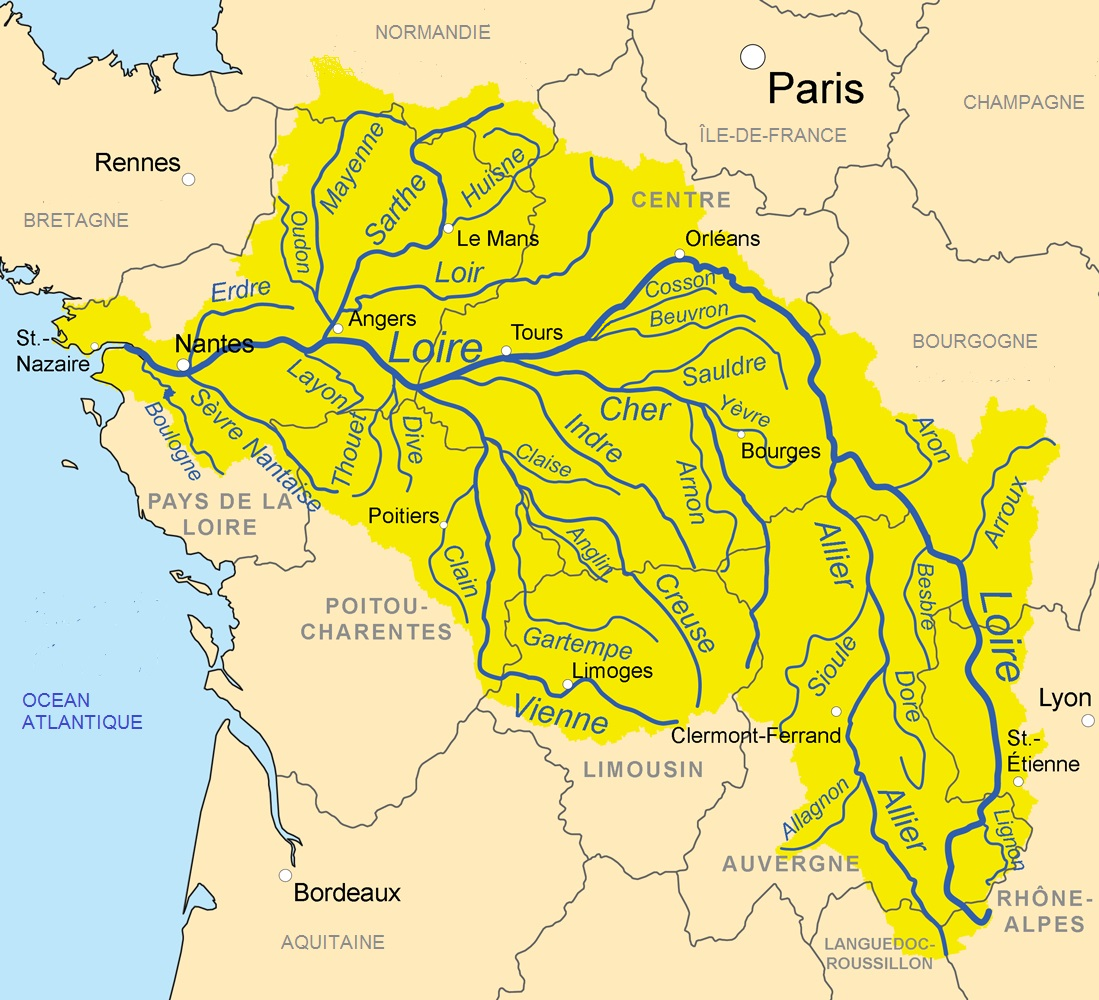
مستجمع المائي نهر اللوار

يتدفق النهر تباعا خلال مدن أورليان وتور ونانت. نجد اسم النهر في اسم ستة أقاليم تطل عليه وهي لوار العليا ولوار وسون ولوار وأندر ولوار وماين ولوار ولوار الأطلسية وفي اسم منطقة بايي دو لا لوار.

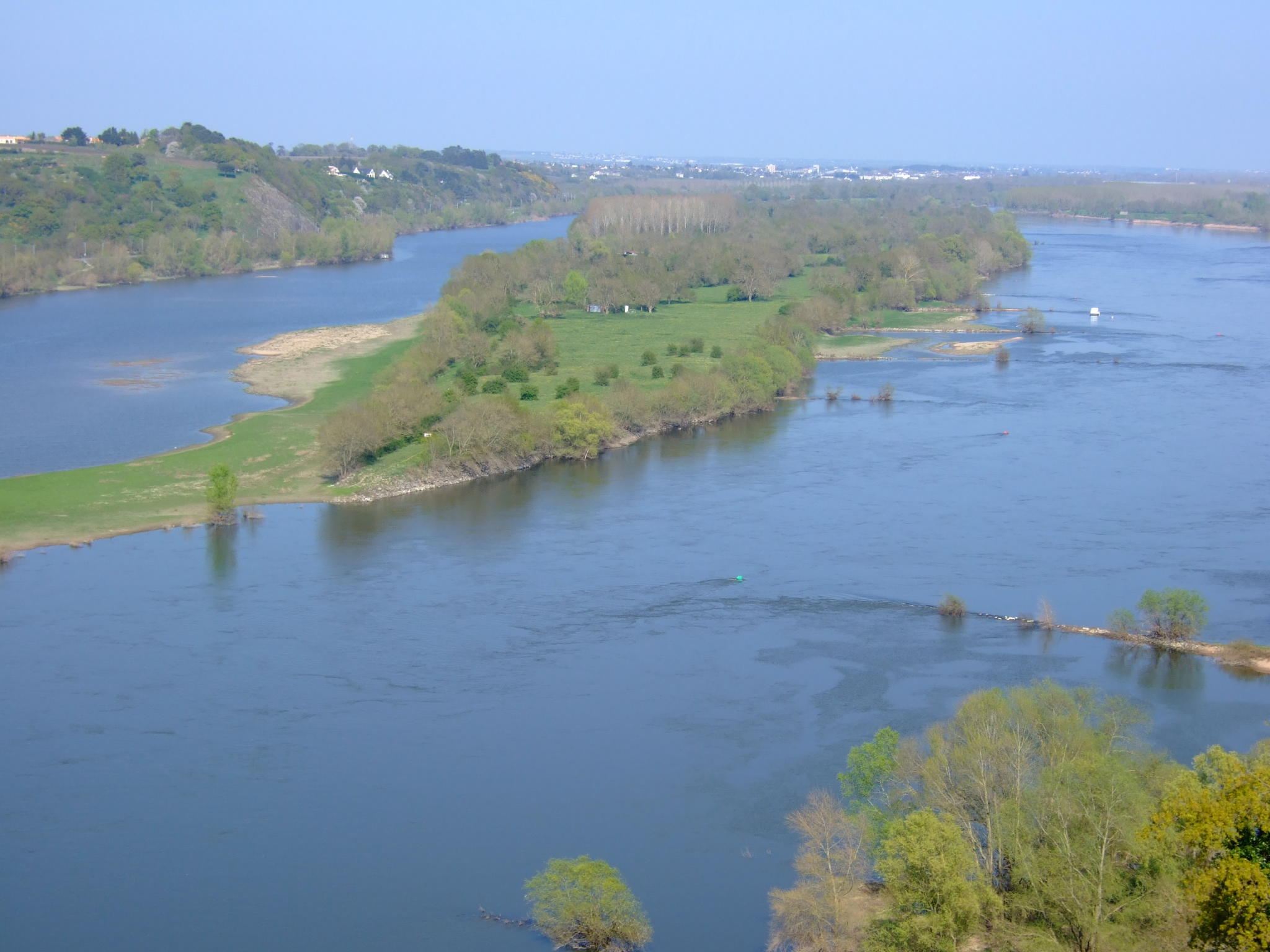
النهر في ماين ولوار

تم إضافة الجزء الأوسط من وادي اللوار إلى قائمة مواقع التراث العالمي لليونسكو في 2000 وتتميز ضفاف هذا الجزء بكروم العنب وقصور شهيرة مثل قصر بلوا وقلعة شامبور وقلعة فيلاندري وكلها بنيت في عصر النهضة وقد أكسبته هذه القلاع عنوان النهر الملكي.
حتى منتصف القرن التاسع عشر ووصول السكك الحديدية، كان النهر الطريق الرئيسي لنقل البضائع من داخل فرنسا إلى ميناء نانت ومن هناك إلى الخارج عبر المحيط الأطلسي.

## التاريخ

### فترة ما قبل التاريخ
تشير الدراسات التي أجريت على الجغرافيا الفالوغرافية للمنطقة إلى أن الباليو-لوار قد تدفق إلى الشمال وانضم إلى السين، في حين أن اللوار الأدنى وجد مصدره العلوي من أورليانز في منطقة جين، وتدفق غربا على طول الدورة الحالية. في نقطة معينة خلال تاريخ طويل من الارتفاع في حوض باريس، وأقل، استولى اللوار الأطلسي على «باليو لوار» أو لوار سيكانيس («سين لوار»)، وإنتج النهر الحالي.
وقد سكن وادي اللوار منذ العصر الحجري القديم الأوسط.استخدم الإنسان البدائي الأدوات الحجرية لتصنيع القوارب من جذوع الأشجار والتنقل في النهر. وبحلول حوالي 5000 إلى 4000 قبل الميلاد، بدأوا في تطهير الغابات على طول حواف النهر وزراعة الأراضي وتربية الماشية.بنيوا الميجاليث لعبادة الموتى، وخاصة من حوالي 3500 قبل الميلاد. وصل الإغريق إلى الوادي بين 1500 و 500 قبل الميلاد، واستقر كارنوتس في سينابوم وهي الآن أورليانز وبنى جسر فوق النهر.بحلول عام 600 قبل الميلاد كان لوار بالفعل طريقا تجاريا هاما جدا بين الكلت والإغريق. طريق النقل الرئيسي، كان النهر بمثابة واحد من «الطرق السريعة» الكبيرة في فرنسا لأكثر من 2000 سنة.وكان الفينيقيون واليونانيون قد استخدموا خيول لنقل البضائع من ليون إلى اللوار للوصول من حوض البحر الأبيض المتوسط إلى ساحل المحيط الأطلسي.

### روما القديمة، الآلانز والفايكنج
غزو الفايكينج في 879
نجح الرومان في هزيمة الإغريق 52 قبل الميلاد، وبدأوا في تطوير سينابوم، التي أطلقوا عليها اسم أورليانيس. كما بدأوا ببناء مدينة قيصرودونوم، الآن جولات، من عام 1. بعد 16 م، أصبح وادي نهر اللوار جزءا من مقاطعة أكيتانيا الرومانية، عاصمتها في أفاريكوم.من القرن الثالث الميلادي، انتشرت المسيحية عبر حوض النهر، وبدأ العديد من الشخصيات الدينية زراعة كروم العنب على طول ضفاف النهر.
في القرن الخامس، تراجعت الإمبراطورية الرومانية وجاء الفرانكس وأليماني إلى المنطقة من الشرق. بعد ذلك كان هناك صراع مستمر بين الفرنجة والقوط الغربيين. في عام 408، عبرت قبيلة ألانس الإيرانية لوار وجحافل كبيرة منهم استقرت على طول الطريق الأوسط من اللوار في الغول تحت الملك سانجبان.العديد من سكان مدينة أورليان الحالية لديهم أسماء تشهد على وجود آلان - ألينس.
في القرن التاسع، بدأ الفايكنج غزو الساحل الغربي لفرنسا، وذلك باستخدام السفن الطويلة للتنقل في اللوار. في عام 853 هاجموا ودمروا الجولات وديرها الشهير، ثم دمروا أنجيه في غارات 854 و 872. في 877 توفي تشارلز البالد، مما يشكل نهاية للسلالة الكارولنجية. بعد صراع كبير في المنطقة، في 898 فولك لو رو من أنجو اكتسب السلطة.

### فب العصور الوسطي
خلال حرب المائة عام من 1337 إلى 1453، وضع اللوار علامة على الحدود بين فرنسا وإنجلترا، الذين احتلوا الأرض إلى الشمال. توفي ثلث السكان في وباء الموت الأسود عام 1348م.هزم الإنجليز الفرنسيين في 1356 وأكيتين تحت السيطرة الإنجليزية في عام 1360. في عام 1429، أقنع جوان أرك تشارلز السابع لإخراج اللغة الإنجليزية من البلاد. [14] وكان تخفيفها الناجح من حصار أورليانز، على لوار، نقطة تحول الحرب.
في عام 1477، تم تأسيس أول مطبعة في فرنسا في أنجيه، وفي هذا الوقت تم بناء تشاتيو دي لانجيس.في عهد فرانسوا الأول من 1515 إلى 1547، كان للنهضة الإيطالية تأثير عميق على المنطقة، حيث اعتمد الناس عناصره في العمارة والثقافة، وخاصة بين النخبة الذين أعربوا عن مبادئها في شيتوس. ]
في 1530s، وصلت أفكار الإصلاح وادي لوار، بعض الناس إعتنقوا البروتوستانتية. تلتها الحروب الدينية وفي عام 1560 أغرق الكاثوليك عدة مئات البروتستانت في النهر.خلال حروب الدين من 1562 إلى 1598، كان أورليانز بمثابة معقل بارز للهوغينوتس ولكن في 1568، فجر البروتستانت كاتدرائية أورليانز.في عام 1572 تم ذبح حوالي 3000 هوجينوتس في باريس في مذبحة يوم سانت بارثولوميو. غرق المئات في اللوار من قبل الكاثوليك.

### من عام 1600 إلي الوقت الحاضر
على مدى قرون استخدم السكان المحليون السدود الخشبية والتجريف في محاولة للحفاظ على قناة للملاحة على النهر، وازدادت حركة المرور في النهر تدريجيا، مع استخدام نظام للحصص في العصور الوسطى. واليوم لا تزال بعض هذه الجسور، تعود إلى أكثر من 800 سنة.خلال القرن السابع عشر، قام جان باتيست كولبيرت باستخدام جدران حجرية وأرصفة من روان إلى نانت، مما ساعد على جعل النهر أكثر موثوقية، ولكن لا تزال الملاحة تتوقف بشكل متكرر بسبب الظروف المفرطة خلال الفيضانات والجفاف. في عام 1707، قيل إن الفيضانات أغرقت 50,000 شخص في وادي النهر، مع ارتفاع المياه أكثر من 3 أمتار (9.8 قدم) في ساعتين في أورليانز. وعادة ما استغرق السفر من دونريفر من أورليانز إلى نانت ثمانية أيام، مع رحلة المنبع ضد التدفق أخذ أربعة عشر.
بعد فترة وجيزة من بداية القرن التاسع عشر، بدأت مراكب ركاب تعمل بالبخار في شق النهر بين نانت وأورليان، مما جعل رحلة الانطلاق أسرع؛ وبحلول عام 1843، كان 70,000 راكب ينقلون سنويا في اللوار السفلى و 37,000 راكب في اللوار الأعلي.ولكن المنافسة من السكك الحديدية، ابتداء من 1840s، تسبب في انخفاض في التجارة على النهر.
كما تم افتتاح قناة دي روان ديغوان في عام 1838. وقد أغلق تقريبا في عام 1971، ولكن في أوائل القرن الحادي والعشرين، فإنه لا يزال يوفر الملاحة حتى وادي لوار إلى ديغوان.تقع قناة كانال دي بيري على بعد 261 كم (162 ميل)، وهي قناة ضيقة ذات أقفال بطول 2.7 متر (8.9 قدم)، والتي تم افتتاحها في عشرينيات القرن العشرين، ووصلت قناة كانال لاتيرال à لا لوار في مرسيليا-ليس-أوبيغني إلى نهر شير في نويرز والعودة إلى لوار بالقرب من تورس، وأغلق في عام 1955.

## معرض صور

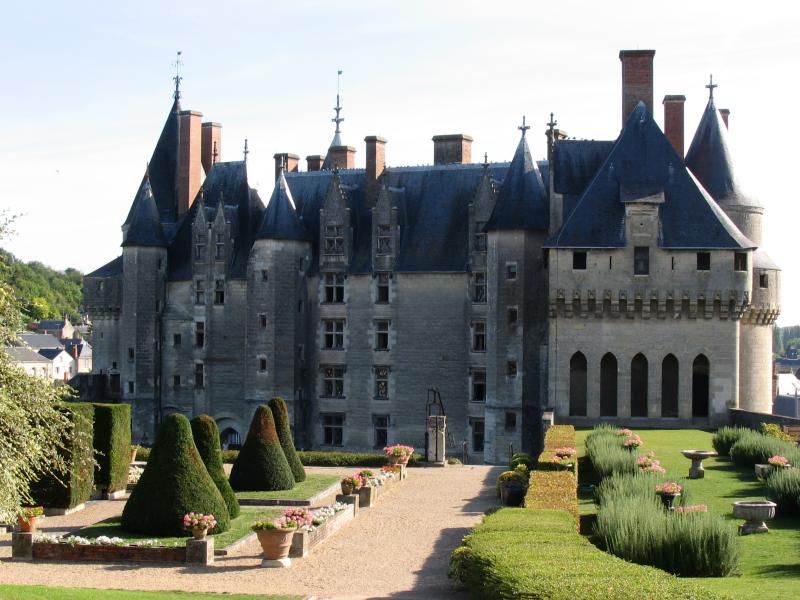
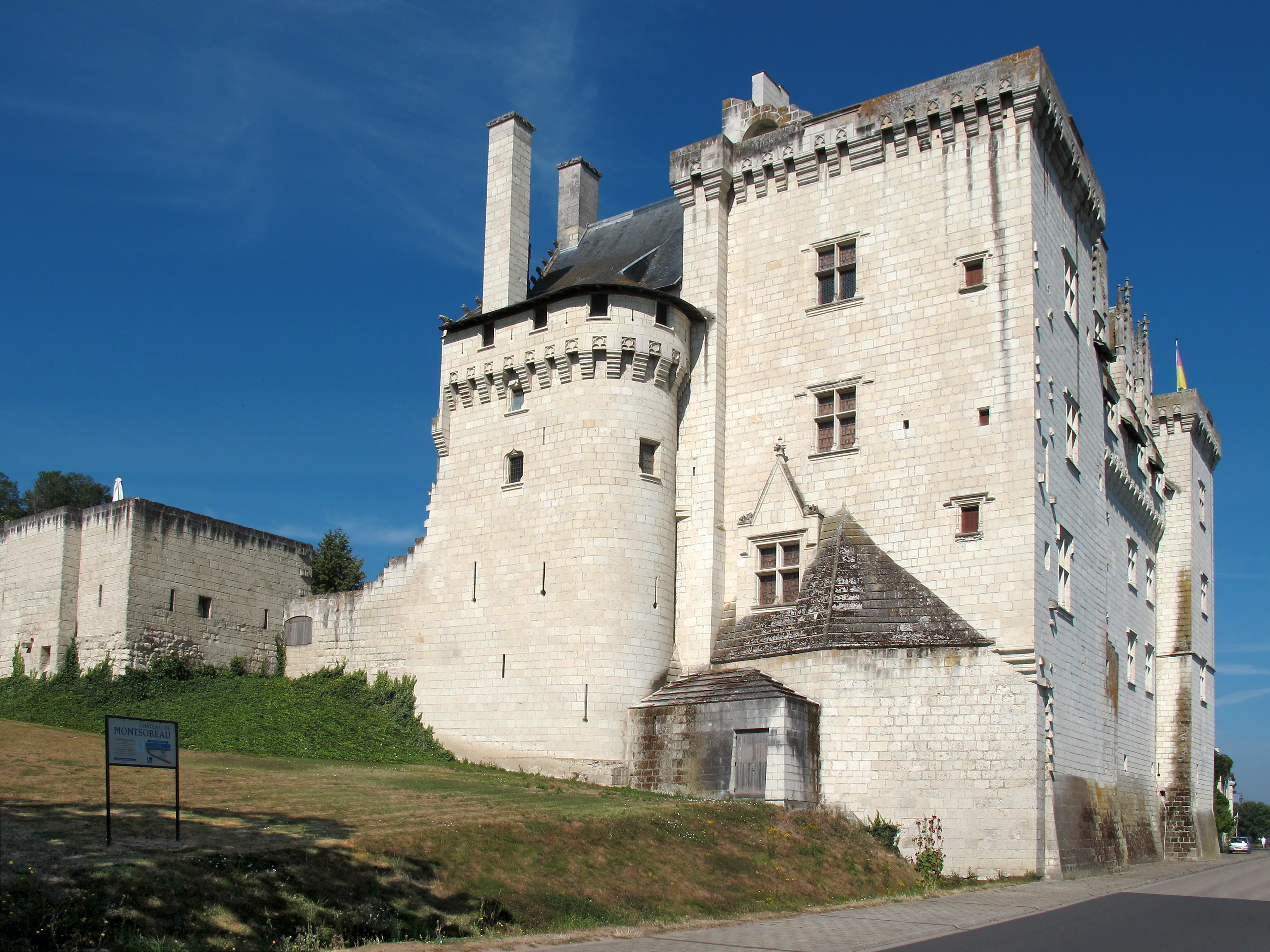
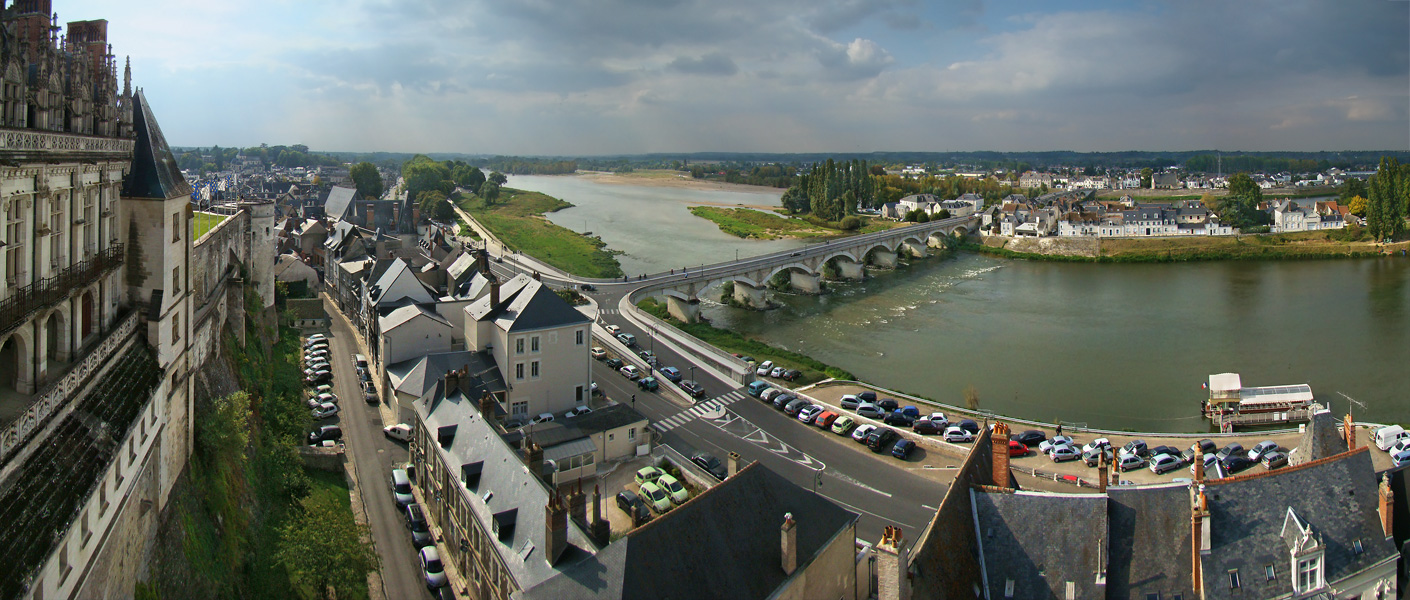
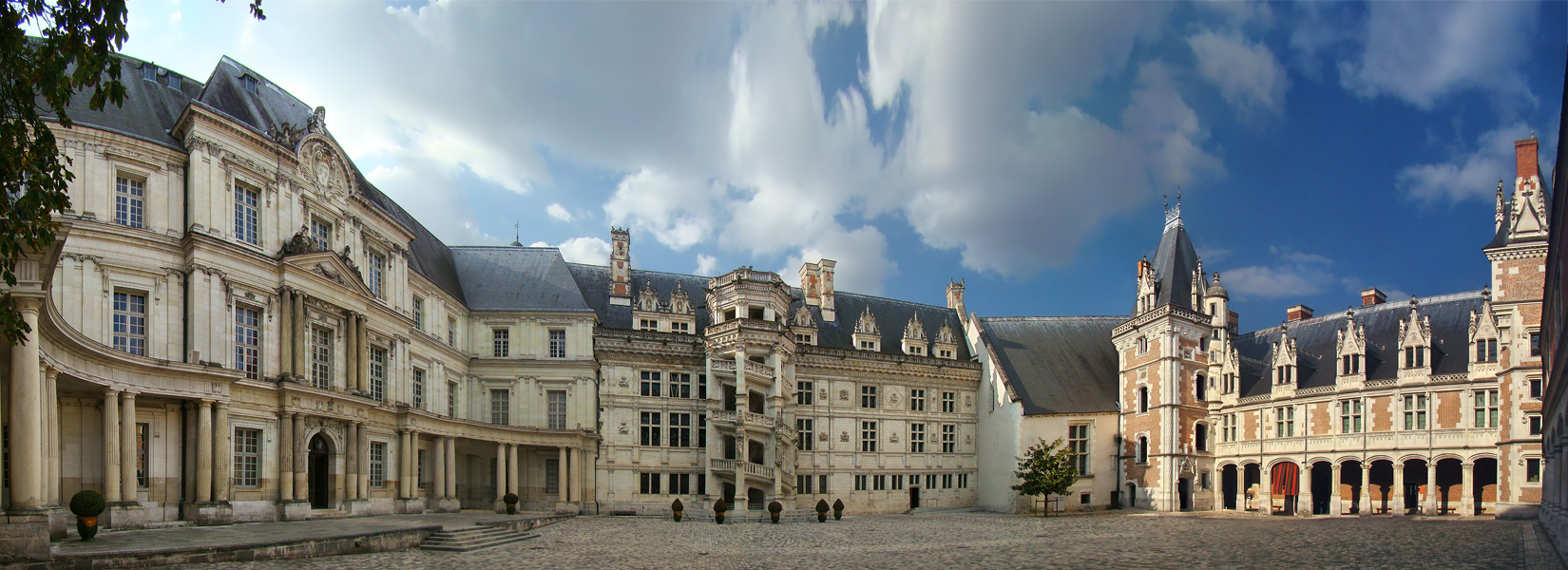
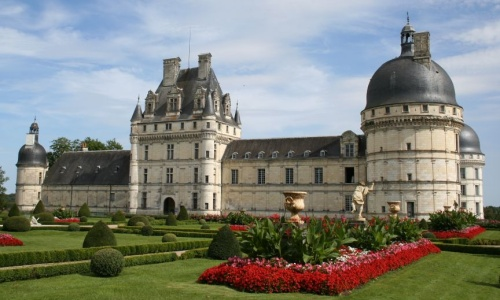